# Carlton (Glasgow)
Carlton is een Brits historisch merk van motorfietsen.
De bedrijfsnaam was: North British Machine Co. Ltd., Glasgow.
Dit was een klein Schots merk dat alleen in 1922 motorfietsen produceerde. Hierbij werden 269cc-Villiers-blokken gebruikt.